# Бёдантит
Бёданти́т — минерал, гидроксилсульфатарсенат свинца и окисленного железа. Назван в 1826 году в честь Франсуа Бёдана, французского геолога и минералога.

## Описание
Состав: PbFe3(AsO4)(SO4)(OH)6.
Содержит (%): PbO — 31,35; Fe2O3 — 33,68; As2O5 — 16,14; SO3 — 11,24, Н2О — 7,59.
Сингония тригональная.
Плотность 4—4,3.
Твёрдость 3,5—4,5.
Цвет чёрный, тёмно-зелёный, коричневый.
Блеск стеклянный до смолистого (приближается к алмазному). Прозрачный до полупрозрачного. Редкий. Вторичный минерал, который возникает при изменении свинцовых руд, особенно сульфосолей.
Встречается в ассоциации с фармакосидеритом, скородитом, гематитом и кварцем.
Различают:
- Бёдантит-плюмбоярозит (по составу промежуточный между бёдантитом и ярозитом, ближе к ярозиту);
- Бёдантит фосфористый (коркит).